# 태풍 꼰선 (2021년)
태풍 꼰선(CONSON)은 2021년에 북서태평양에서 발생한 제13호 태풍이다. 꼰선은 베트남에서 제출한 이름으로 베트남 하이즈엉성에 있는 명소이다.

## 개요

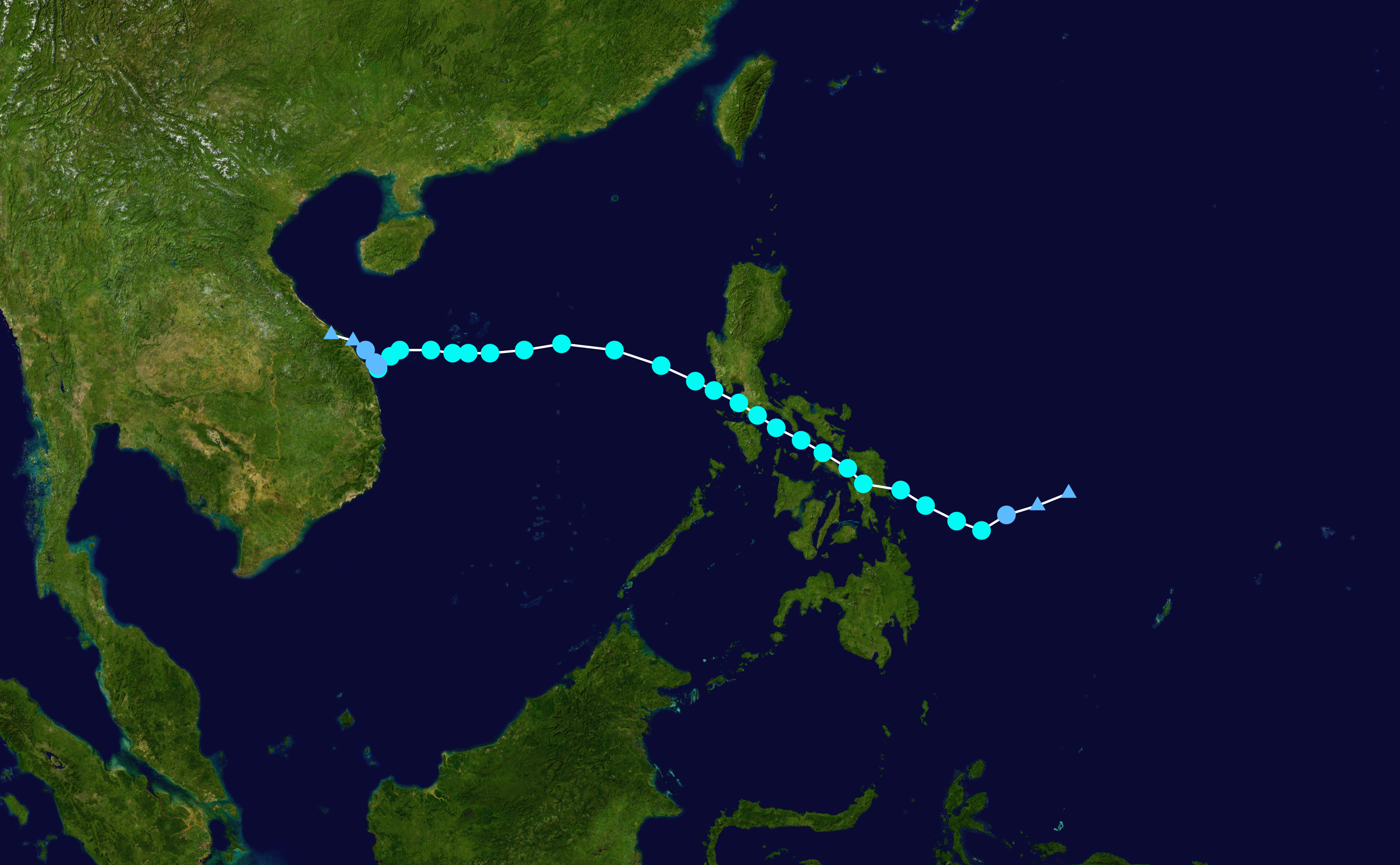
태풍 꼰선의 경로

태풍 꼰선은 9월 6일 15시에 중심기압 1000hPa, 최대풍속 18m/s, 강풍 반경 165km의 열대폭풍으로 필리핀 세부 동쪽 약 330km 부근 해상에서 발생하였다.(일본 기상청 태풍정보 속보치 기준) 발생 이후 서북서~북서진하며 필리핀 중북부 지방을 지나며 약화된 뒤에 남중국해로 진출해서 서~서남서진하며 재발달해서 9월 10일 15시에 베트남 다낭 동쪽 약 400km 부근 해상(남중국해)에서 중심기압 985hPa, 최대풍속 28m/s의 강한 열대폭풍으로 최성기를 맞이하였다. 최성기 이후에는 서~서남서진하며 베트남에 근접하면서 약화되었고, 9월 12일 3시에 베트남 다낭 남남동쪽 약 110km 부근 육상에서 중심기압 996hPa의 열대저압부로 약화되었다.

## 같이 보기
- 태풍 켓사나 (2009년)
- 태풍 상산 (2006년)